# إستر جلان
إستر جلان (بالإنجليزية: Esther Glen)‏ (26 ديسمبر 1881، كرايستشرش في نيوزيلندا - 9 فبراير 1940، كرايستشرش في نيوزيلندا)؛ صحفية، كاتبة للأطفال، كاتِبة وروائية نيوزيلندية.